# Ligne de tramway 326
La ligne 326 est une ancienne ligne de tramway vicinal de la Société nationale des chemins de fer vicinaux (SNCV) qui reliait Dongelberg à Gembloux.

## Histoire
1900 : mise en service entre Incourt et Opprebais Sart-Risbart, section commune avec la ligne Incourt - Courcelles; traction vapeur; exploitation par la SA pour l'exploitation des chemins de fer vicinaux ; capital 78.
24 avril 1902 : prolongement jusque Gembloux.
1920 : exploitation reprise par la SNCV.
1er juin 1958 : suppression.

## Infrastructure

### Dépôts et stations
Nom : (gare) : quand le dépôt ou la station est accolé ou proche d'une gare.
Type : D : dépôt , S : station , Sf : si la station sert de gare douanière à la frontière , Sp : si la station est établie dans un bâtiment privé le plus souvent un café ou plus rarement une habitation privée.
| Illustration | Nom                    | Type | Commune                  | Localisation                | État          | Remarques |
| ------------ | ---------------------- | ---- | ------------------------ | --------------------------- | ------------- | --------- |
|              | Opprebais Sart-Risbart | DS   | Opprebais (Sart-Risbart) | 50° 40′ 44″ N, 4° 45′ 29″ E | Hors service. |           |

## Exploitation

### Horaires
Tableaux : 326 (1931).